# 中亞眼鏡蛇
中亚眼镜蛇（学名：Naja oxiana）是眼镜蛇属的一种毒蛇，分布于中亚地区，曾被视为印度眼镜蛇的亚种。它是一种中型眼镜蛇，长一般为1米（3.3英尺），很少超过1.5米（4.9英尺）。

## 毒液
它是眼镜蛇属最毒的毒蛇，其毒液的最低致死剂量为0.005 mg/kg，是所有眼镜蛇中最低的。其分布区东部（印度和巴基斯坦）的个体毒性较低，其他地方较高，特别是伊朗。被咬伤后若不作处理，被咬者可能在45分钟到24小时内死亡。

## 保育狀況
其被列為《瀕危野生動植物種國際貿易公約》附錄二的物種，被限制出口及貿易。

## 扩展阅读
- Wüster, Wolfgang. . Vivarium. 1993, 4 (4): 14–18.
- Wüster, Wolfgang; Thorpe, Roger S. . Experientia. 1991, 47 (2): 205–209. PMID 2001726. S2CID 26579314. doi:10.1007/BF01945429.
- Wüster W, Thorpe RS. . Herpetologica. 1992, 48 (1): 69–85. JSTOR 3892921.
- Wüster W. . Hamadryad. 1998, 23 (1): 15–32.